# G-14
A G-14 Európa leggazdagabb, legbefolyásosabb labdarúgó klubjait tömörítő szövetség volt.
2000 szeptemberében hozta létre 14 klub, hogy így egységes álláspontot képviselhessenek az UEFA-val és a FIFA-val folytatott tárgyalások során.
Új tagokat csak a régi tagok hívhatták meg.
Első bővítésére 2002-ben került sor, amikor is négy újabb klub lépett be, de a régi nevet ezután is megtartották.
A média rendre egy európai szuperbajnokság létrehozásának első lépéseként értékelte a társulást, de ezt a részt vevő klubok tagadták. 
Az érdekvédelmi képviselet tagjai a múltban óriási hatással voltak az európai klubfutballra. A 7 különböző országból érkezett klubok együttesen körülbelül 250-szer nyerték meg hazájuk bajnokságát történetük során.
A BEK és a BL 51 döntője közül 41-et a G-14 valamelyik tagja nyerte meg.
1992 óta a 2004-es volt az első olyan döntő, amelyben az egyik résztvevő nem a G-14 tagjai közül került ki. Ekkor az FC Porto az AS Monacoval csapott össze, a párharc végül a G-14 tag portugál csapat győzelmével zárult.
2007-ig összesen 3 olyan döntő volt a Bajnokok ligája és az UEFA-kupa együttes történetében, ahol a döntő mindkét résztvevője a szervezeten kívülről került ki.
2007 októberében Michel Platini UEFA elnök javaslatát, miszerint a BL-ben indulhassanak a nemzeti kupák győztesei is, a szervezet egyértelműen elutasította. Thomas Kurz általános igazgató indoklása szerint: - „A Bajnokok Ligáját elsősorban a minősége emeli ki és helyezi az európai futball tetejére s mi úgy véljük, hogy ez fontosabb, mint a politikai szempontok.”
2008 februárjában feloszlatta önmagát, miután sikerült megegyeznie a FIFA-val és az UEFA-val is a klubok kárpótlásáról a válogatott mérkőzéseken. A FIFA a 2010-es dél-afrikai vb-ért összesen 40 millió dollárt utal majd át az egyesületeknek. Ez az összeg a 2014-es brazíliai torna esetében 70 millió dollárra nő. Az UEFA az Ausztriában és Svájcban megrendezett Eb-re 63 millió dollárt, 2012-ben pedig várhatóan 79 millió dollárt vállalt.

## Tagok
A 14 alapító tag:
- Ajax
- FC Barcelona
- Bayern München
- Borussia Dortmund
- PSV Eindhoven
- Internazionale
- Juventus
- Liverpool
- Manchester United
- AC Milan
- Marseille
- Paris Saint-Germain
- FC Porto
- Real Madrid

2002-ben csatlakoztak:
- Arsenal
- Bayer Leverkusen
- Lyon
- Valencia

## Tervezett további bővítések
A 2007. május 16-án elnöknek megválasztott Jean-Michel Aulas bejelentette, hogy további 16 klubbal szeretnék bővíteni a társulást. Két célt jelöltek meg ezzel kapcsolatban: mind lobbierő, mind a földrajzi kiterjedés növelését. Szóba jöhetnek az angol, az olasz a spanyol és a német bajnokság erősebb klubjai, de mérlegelni fogják orosz, skót, görög, török és skandináv klubok felvételét is. A szervezet megszűnése miatt erre már nem került sor.

## Külső hivatkozások
- Hivatalos honlap
- Nem hivatalos híroldal
- Ns online: Elérte célját, már hivatalosan is feloszlatta önmagát a G-14, 2008. február 15.